# Celedonio Rey
Celedonio Francisco Rey País – piłkarz urugwajski, pomocnik.
Jako piłkarz klubu River Plate Montevideo wziął udział w turnieju Copa América 1955, gdzie Urugwaj zajął czwarte miejsce. Rey zagrał we wszystkich pięciu meczach - z Paragwajem, Chile, Ekwadorem, Argentyną i Peru.
Rey w reprezentacji Urugwaju rozegrał 5 meczów - wszystkie podczas turnieju Copa América.